# JAM Project 20th Anniversary Complete BOX
JAM Project 20th Anniversary Complete BOX é o terceiro box set do JAM Project, lançado em 1 de setembro de 2020 pela Lantis.

## Produção
A caixa foi preparada como comemoração dos 20 anos da banda, lançada simultaneamente com o álbum The Age of Dragon Knights (não incluso nesta caixa). Além dos 21 CDs e 3 blu-rays, foi incluso um livro sobre os 20 anos da banda. No CD especial com músicas em versões em outras línguas, a versão em português de "Seijaku no Apostle", segunda abertura de One Punch-Man, ficou a cargo da banda brasileira Danger3, da qual o próprio Ricardo Cruz faz parte.

## Recepção
O CD Journal analisou a caixa, chamando-a de luxuosa. Disse também que a banda "continua a ser líder no mundo das anisons.
A caixa chegou à 29ª posição na Billboard Japan, e à 67ª na Billboard Japan Hot 100.

## Conteúdo[10]

### CDs:
- Best Project ~JAM Project Best Collection~
- Freedom ~JAM Project Best Collection II~
- JAM-ISM ~JAM Project Best Collection III~
- Olympia ~JAM Project Best Collection IV~
- Big Bang ~JAM Project Best Collection V~
- Get over the Border ~JAM Project Best Collection VI~
- Seventh Explosion ~JAM Project Best Collection VII~
- Going ~JAM Project Best Collection VIII~
- The Monsters ~JAM Project Best Collection IX~
- X Cures Earth ~JAM Project Best Collection X~
- X less force ~JAM Project Best Collection XI~
- Thunderbird ~JAM Project Best Collection XII~
- A-Rock ~JAM Project Best Collection XIII~
- JAM First Process
- Maximizer ~Decade of Evolution~
- Thumb Rise Again
- Area Z
- Tokyo Dive
- Victoria Cross
- JAM Project 15th Anniversary Strong Best Motto! Motto!!
- JAM Project Foreign Language Song Collection
| Lista de faixas da JAM Project Foreign Language Song Collection |                                                                                  |                                          |                                                          |         |  |
| N.º                                                             | Título                                                                           | Letras                                   | Música                                                   | Duração |  |
| 1.                                                              | "No Border" (Versão em inglês)                                                   | Hironobu Kageyama e Baraki (tradução)    | H. Kageyama                                              | 4:54    |  |
| 2.                                                              | "Only One" (Versão em chinês)                                                    | Masami Okui e Zhi-Lin Zhang (tradução)   | H. Kageyama                                              | 4:35    |  |
| 3.                                                              | "HERO" (Versão em inglês)                                                        | H. Kageyama e Baraki (tradução)          | H. Kageyama                                              | 5:07    |  |
| 4.                                                              | "HERO" (Versão em português)                                                     | H. Kageyama e Ricardo Cruz (tradução)    | H. Kageyama                                              | 5:07    |  |
| 5.                                                              | "Hagane no Warriors" (Versão em chinês)                                          | H. Kageyama e Shuhei Nagasawa (tradução) | H. Kageyama                                              | 4:32    |  |
| 6.                                                              | "Hagane no Warriors" (Versão em coreano)                                         | H. Kageyama e LEE SANHWA (tradução)      | H. Kageyama                                              | 4:33    |  |
| 7.                                                              | "Tread on the Tiger's Tail" (Versão em inglês)                                   | TIGARAH, Imani Jessica Dawson            | R. Cruz, H. Kageyama, Yoshichika Kuriyama e Shiho Terada | 5:03    |  |
| 8.                                                              | "Tread on the Tiger's Tail" (Versão em chinês)                                   | S. Nagasawa                              | R. Cruz, H. Kageyama, Y. Kuriyama e S. Terada            | 5:03    |  |
| 9.                                                              | "Tread on the Tiger's Tail" (Versão em coreano)                                  | L. SANHWA                                | R. Cruz, H. Kageyama, Y. Kuriyama e S. Terada            | 5:04    |  |
| 10.                                                             | "Strike ahead"                                                                   | H. Kageyama e Baraki                     | H. Kageyama e Cher Watanabe                              | 1:34    |  |
| 11.                                                             | "Apóstolo do Silêncio" ("Seijaku no Apostle" em português - cantada por Danger3) | R. Cruz                                  |                                                          | 3:38    |  |
| 12.                                                             | "Seijaku no Apostle" (Versão em francês)                                         |                                          |                                                          | 1:31    |  |
| Duração total:                                                  | Duração total:                                                                   | Duração total:                           | Duração total:                                           | 50:41   |  |

### Blu-rays:

#### Blu-ray 1:
- JAM Project SPECIAL LIVE 2019 A-ROCK Day 1 [Early numbers]
- JAM Project SPECIAL LIVE 2019 A-ROCK Day 2 [Later numbers]

#### Blu-ray 2:
- The making of "JAM Project SPECIAL LIVE 2019 A-ROCK"
- "JAM PARTY 2019 ~20 Shuunen ni "E-I-E-I-O"~" Special digest
- JAM HOUSE!
- Bonus movie "JAM Project 20th Anniversary Complete BOX" WEB CM

#### Blu-ray 3:
- Music show (contém vários videoclipes)

## Integrantes
- Hironobu Kageyama
- Masaaki Endoh
- Hiroshi Kitadani
- Masami Okui
- Yoshiki Fukuyama
- Ricardo Cruz
- Ichiro Mizuki
- Eizo Sakamoto
- Rica Matsumoto